# Phragmatobia borealis
Phragmatobia borealis är en fjärilsart som beskrevs av Otto Staudinger 1871. Phragmatobia borealis ingår i släktet Phragmatobia och familjen björnspinnare. Inga underarter finns listade i Catalogue of Life.